# Доберлуг-Кирххайн
Доберлуг-Кирххайн (нем. Doberlug-Kirchhain) — город в Германии, в земле Бранденбург.
Входит в состав района Эльба-Эльстер.  Занимает площадь 148,93 км². Официальный код — 12 0 62 092.
Город подразделяется на 10 городских районов.

## Население
| Год  | Население |
| ---- | --------- |
| 1990 | 11 996    |
| 1995 | 11 209    |
| 2000 | 10 936    |
| 2005 | 9 890     |
| 2010 | 9 083     |
| 2015 | 8 746     |
| 2020 | 8 686     |

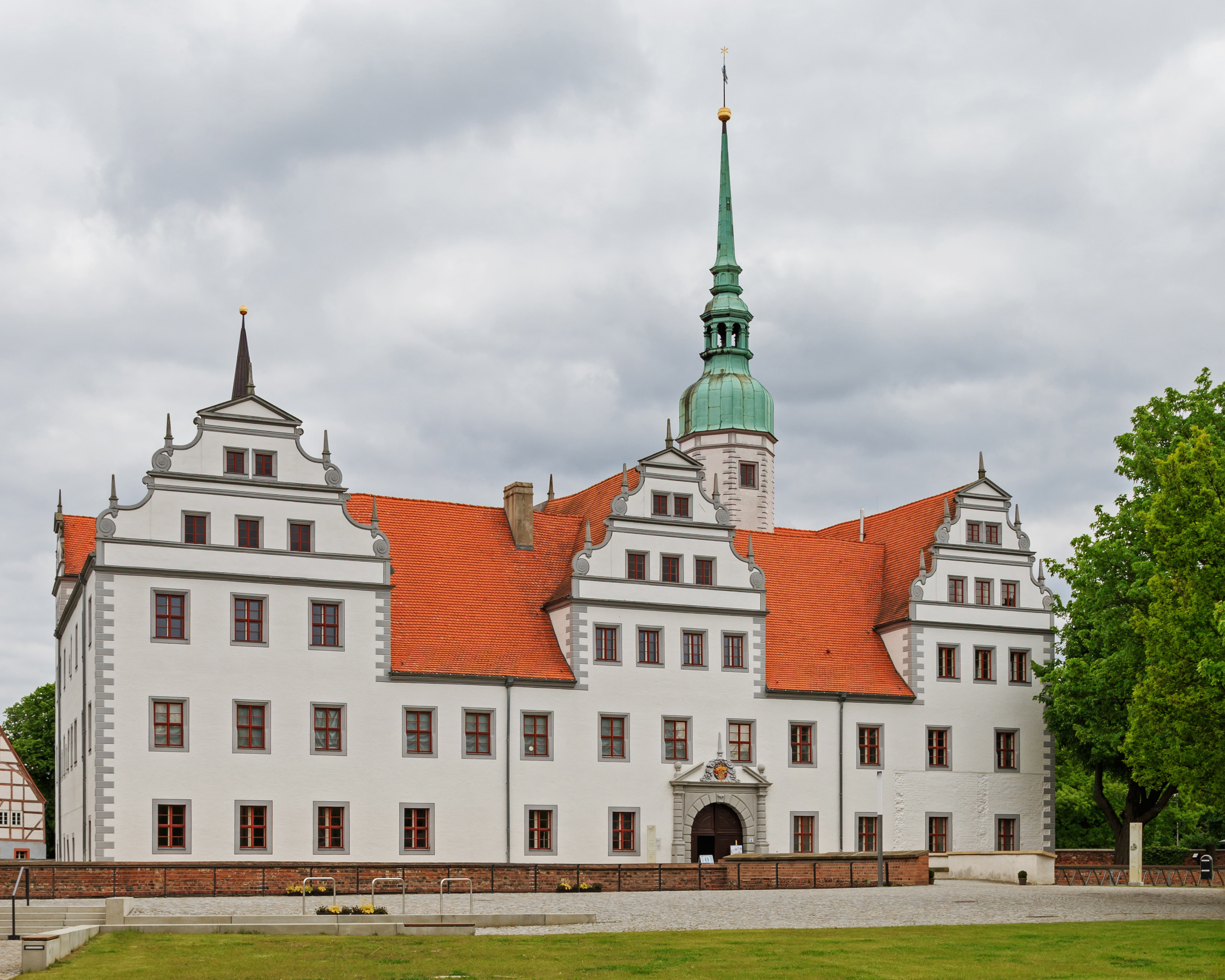
Замок Доберлуг
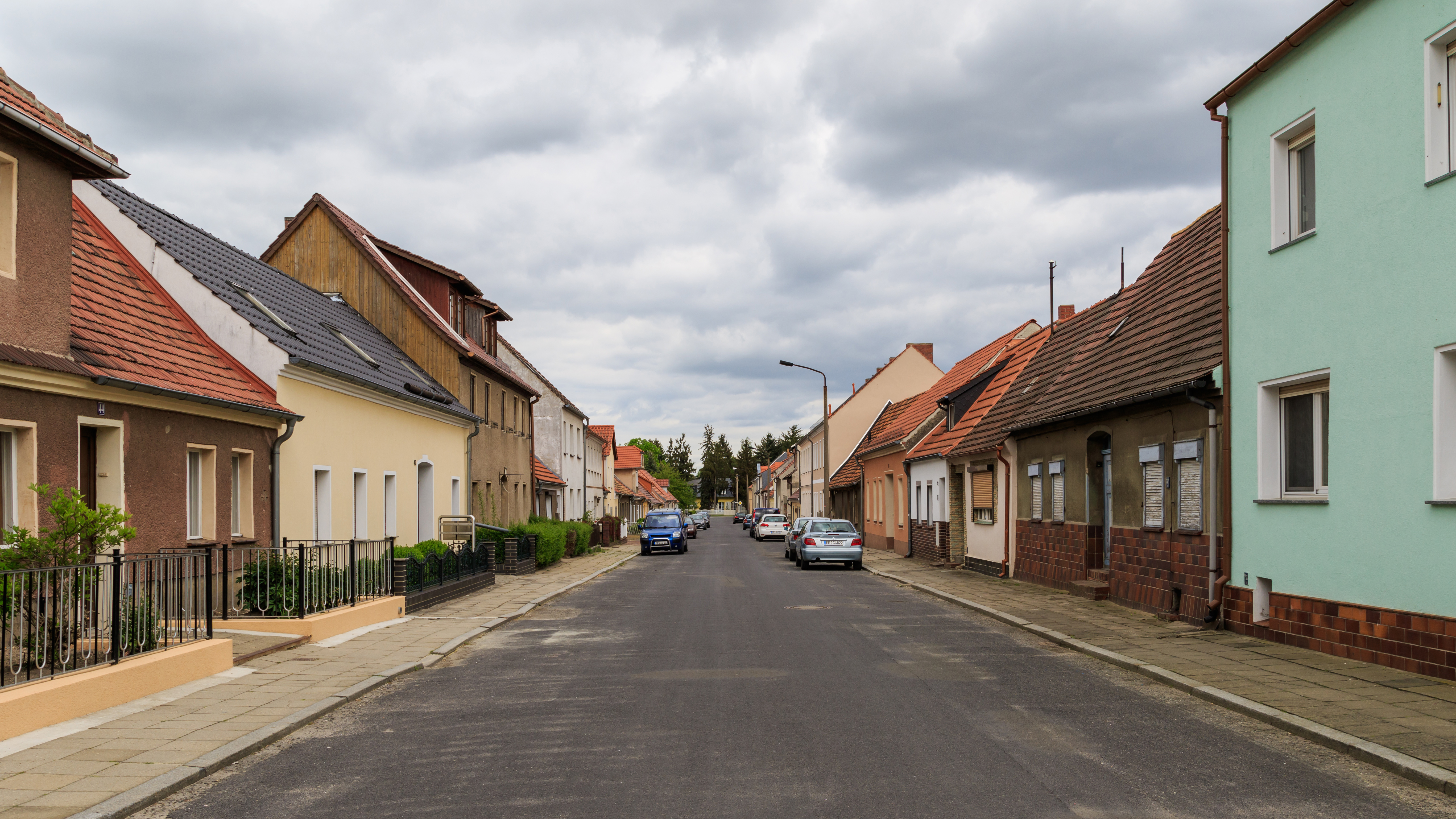
Улица в центре города
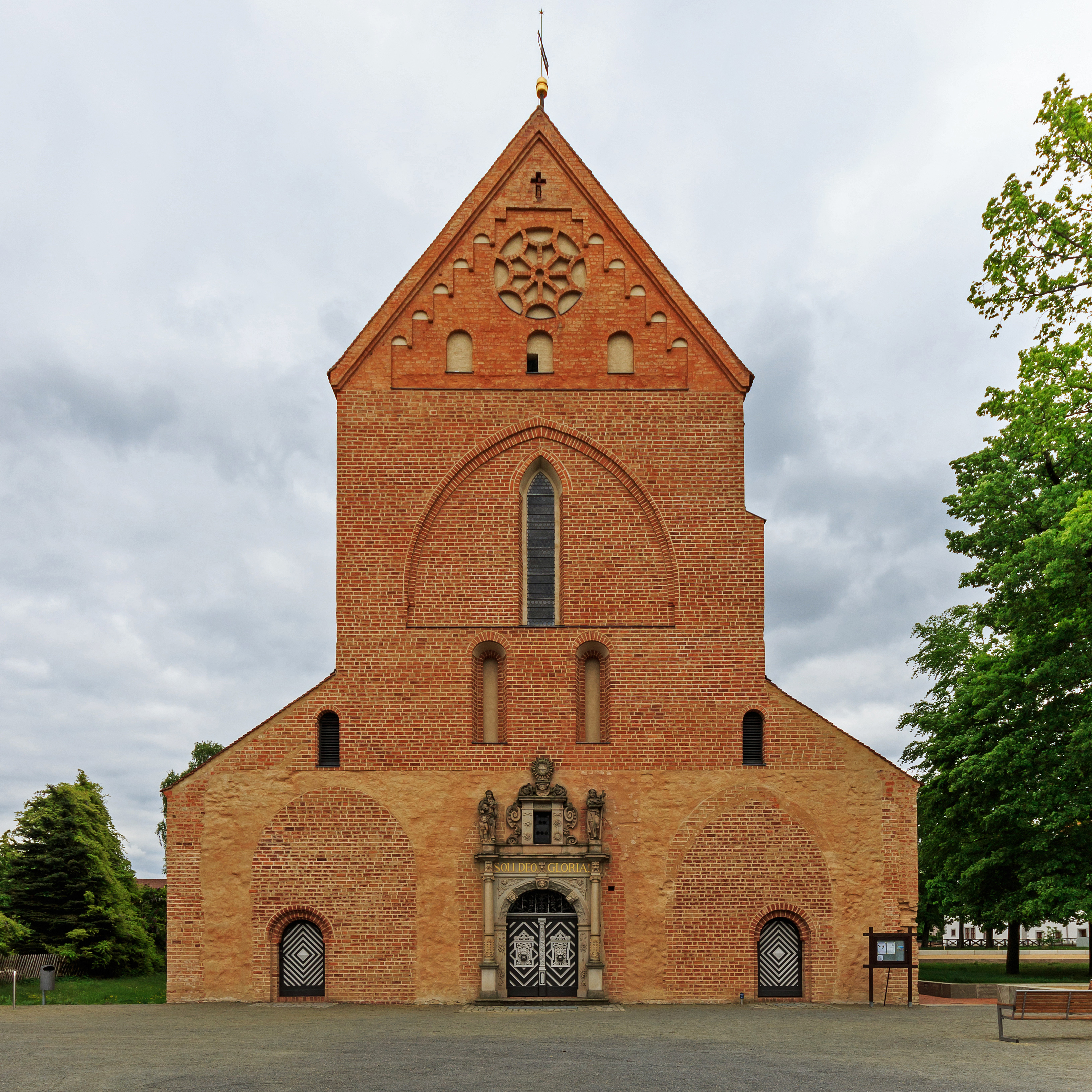
Монастырская церковь